# Ambroise-Firmin Didot
Ambroise-Firmin Didot (1790-1876) (* Paris, 20 de Dezembro de 1790 † Paris, 22 de Fevereiro de 1876) foi impressor, editor, helenista e colecionador de arte francês. Era filho mais jovem de  Firmin Didot (1764-1836) e administra a Casa Didot junto com seu irmão Hyacinthe-Firmin Didot (1794-1880).

## Publicações

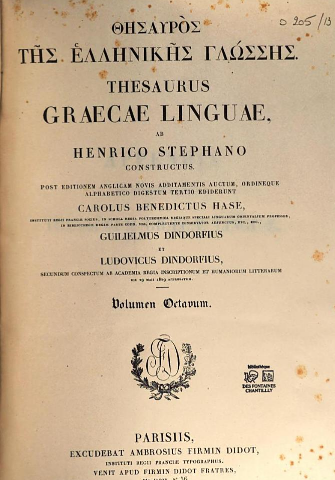
Frontispício da obra Thesaurus Graecae Linguae, 1572, editada por Firmin Didot (1764-1836)

- Les Estienne. Henri I ; François I et II ; Robert I, II et III ; Henri II ; Paul et Antoine, extraído da Nouvelle biographie générale publicada por M. M. Firmin Didot frères, Paris : impr. de Firmin Didot frères, filhos e companhia, 1856
- Essai typographique et bibliographique sur l'histoire de la gravure sur bois, par Ambroise Firmin-Didot, servant d'introduction aux "Costumes anciens et modernes" de César Vecellio, Paris : impr. de A. Firmin-Didot, 1863
- Catalogue raisonné des livres de la bibliothèque de M. Ambroise Firmin-Didot. Tome I : Livres avec figures sur bois. Solennités. Romans de chevalerie, Paris : impr. de A. Firmin-Didot, 1867
- Observations sur l'orthographe française, suivies d'un exposé historique des opinions et systèmes sur ce sujet, depuis 1527 jusqu'à nos jours, Paris : A. Firmin-Didot, 1867 2ª edição sob o título: Observations sur l'orthographe ou ortografie française, suivies d'une histoire de la réforme orthographique depuis le xve siècle jusqu'à nos jours, Paris : A. Firmin-Didot, 1868
- Des Apocalypses figurées manuscrites et xylographiques. Deuxième appendice au "Catalogue raisonné des livres de la bibliothèque de M. Ambroise Firmin-Didot", Paris : impr. de A. Firmin-Didot, 1870
- Études sur la vie et les travaux de Jean, sire de Joinville. 1ª parte, accompagnée d'une notice sur les manuscrits du sire de Joinville, por M. Paulin Paris, Paris : impr. de A. Firmin-Didot, 1870
- Étude sur Jean Cousin, suivie de notices sur Jean Leclerc et Pierre Waeirist, Paris, Imprimerie de A. Firmin Didot, 1872
- Alde Manuce et l'hellénisme à Venise, Paris : impr. de A. Firmin-Didot, 1875
- Les Graveurs de portraits en France : catalogue raisonné de la collection de portraits de l'École française appartenant à Ambroise Firmin-Didot, Paris : Libr. Firmin-Didot et Cie, 2 vol., 1875-1877
- Notes d'un voyage fait dans le Levant en 1816 et 1817, Paris : impr. de Firmin-Didot, s. d.

### Edição de obras
- Thesaurus graecae linguae ab Henrico Stephano constructus. Post editionem anglicam novis additamentis auctum, ordineque alphabetico digestum, tertio ediderunt Carolus Benedictus Hase, G. R. Lud. de Sinner, et Theobaldus Fix, 8 tomos em 9 vol. in-fol, Paris : A. Firmin-Didot, 1831-18653
- Glossarium mediae et infimae latinitatis conditum a Carolo Dufresne, domino Du Cange, Paris : F. Didot frères, 7 vol., 1840-1850

### Traduções
- Thucydide: Histoire de la guerre du Péloponèse, Paris, 1833 ; 2ª edição 3 vol., 1868-1872
- Anacréon: Odes d'Anacréon, com 54 compositions criadas por Girodet, Paris : impr. de F. Didot frères, 1864

## Família Didot
- François Didot (1689-1757)
- François-Ambroise Didot (1730-1804)
- Pierre-François Didot, o Velho (1731-1795)
- Pierre Didot, o Jovem (1761-1853)
- Firmin Didot (1764-1836)
- Henri Didot (1765-1852
- Saint-Léger Didot (1767-1829)
- Pierre-Nicolas-Firmin Didot (1769-1836)
- Hyacinthe-Firmin Didot (1794-1880)
- Jules Didot (1794-1871)
- Edouard Didot (1797-1825)
- Alfred Firmin-Didot[2] (1828-1913)